# Отношения Литвы и Республики Конго
Отношения Литвы и Республики Конго — двусторонние международные отношения между Литвой и Республикой Конго. Обе страны являются членами ООН.

## История
Дипломатические отношения были установлены 5 декабря 2005 года после того, как Постоянный представитель Литовской Республики при Организации Объединенных Наций посол Гедиминас Шеркшнис и Постоянный представитель Республики Конго при Организации Объединенных Наций посол Базилиус Икуэбе подписали коммюнике по вопросу установление дипломатических отношений в Нью-Йорке. Конго стало 145-й страной, с которой Литва установила дипломатические отношения.
В их отношениях преобладает многостороннее сотрудничество, информации об официальных двусторонних встречах Литвы и Конго нет.
В 2022 году в Литве проживали двое граждан Республики Конго.

## Экономическое сотрудничество
В 2018 году товарооборот между Литвой и Конго достиг 190,3 тыс. евро. Это существенно меньшие цифры, чем в 2016 году, когда оборот достиг 10,64 млн евро. В 2018 году продукты из Конго не импортировались.
| Год                         | 2016    | 2017  | 2018  |
| --------------------------- | ------- | ----- | ----- |
| Экспорт в Конго (тыс. евро) | 10438,6 | 472,6 | 190,3 |
| Импорт в Конго (тыс. евро)  | 203,6   | 0,3   | 0,0   |

## Граждане Конго в Литве
| Год                              | 2016 | 2020 | 2021 | 2022 |
| -------------------------------- | ---- | ---- | ---- | ---- |
| Количество граждан Конго в Литве | 2    | 2    | 0    | 2    |